# Manuel Gaspar de Lemos
Manuel Gaspar de Lemos (Figueira da Foz, 12 de março de 1874 — Figueira da Foz, São Julião, 3 de junho de 1967) foi um político português, que, entre outros cargos de relevo, foi senador no Congresso da República, Ministro do Comércio e Comunicações e presidente da Câmara Municipal da Figueira da Foz]].

## Biografia
Foi responsável pelo Ministério do Comércio e Comunicações entre 1 de Julho e 1 de Agosto de 1925 e, como interino, entre 10 de Dezembro de 1925 e 29 de Maio de 1926, e pelo ministério da Agricultura entre 1 de Agosto e 17 de Dezembro de 1925. e Vice-Presidente do Senado da Primeira República Portuguesa.
É lembrado na toponímia da Figueira da Foz, onde existe a Avenida Dr. Manuel Gaspar de Lemos.